# Tetraponera sahlbergii
Tetraponera sahlbergii är en myrart som först beskrevs av Auguste-Henri Forel 1887.  Tetraponera sahlbergii ingår i släktet Tetraponera och familjen myror.

## Underarter
Arten delas in i följande underarter:
- T. s. deplanata
- T. s. longula
- T. s. sahlbergii
- T. s. spuria

## Bildgalleri

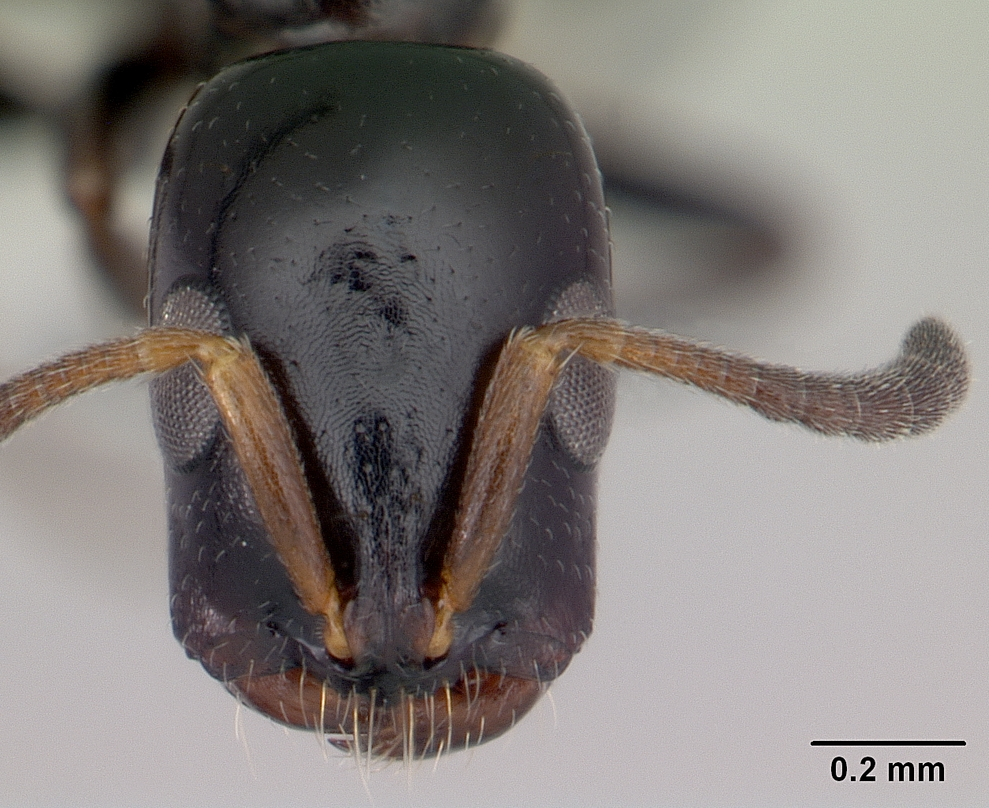
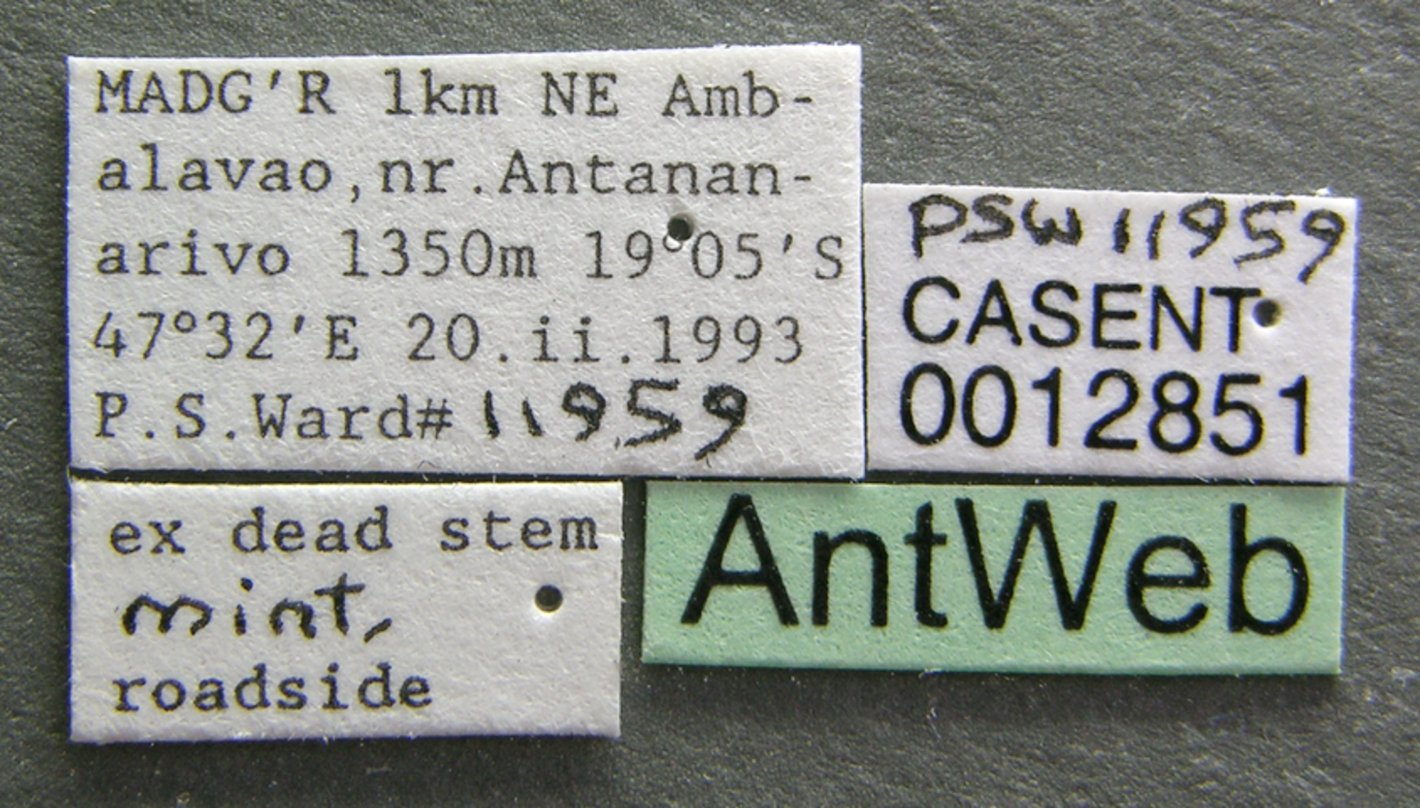
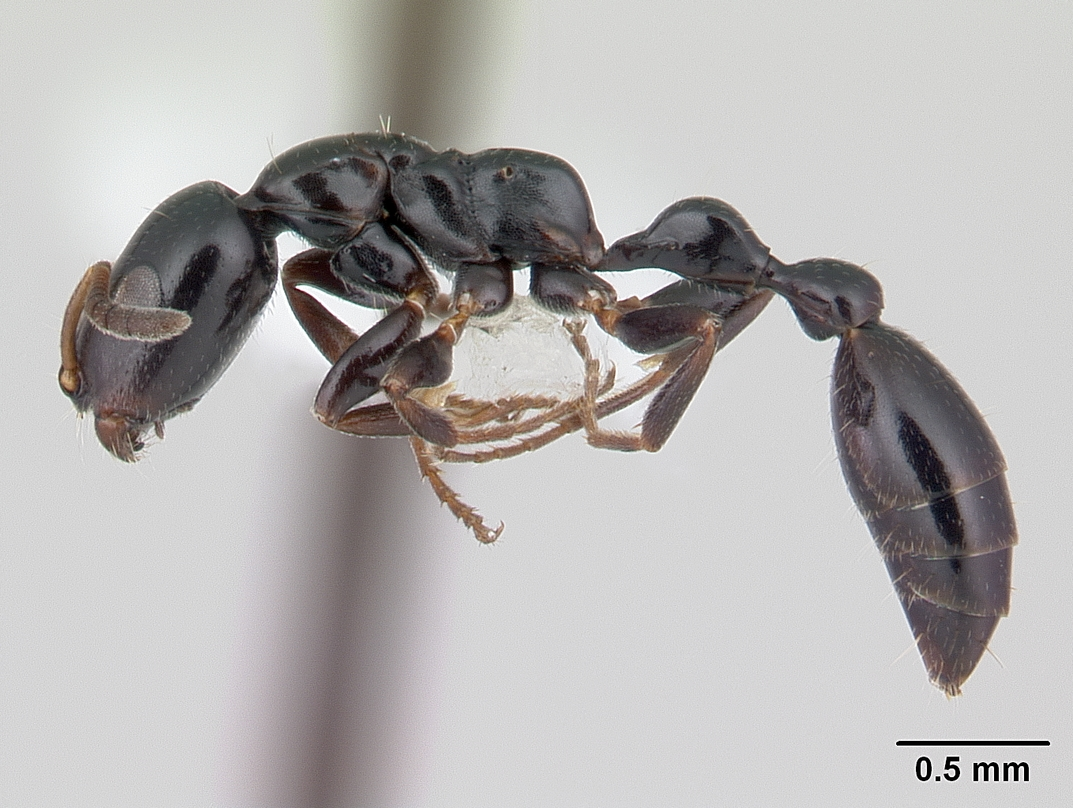
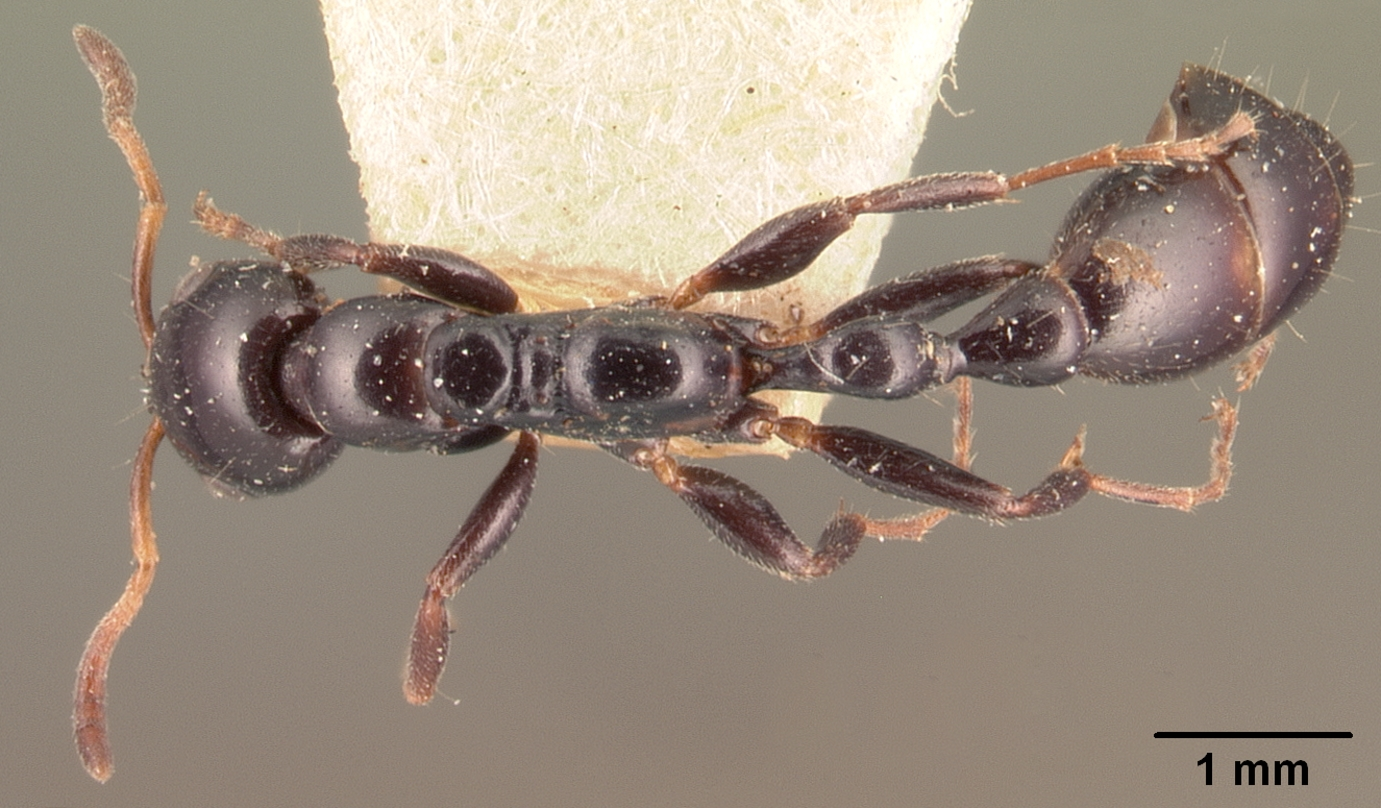
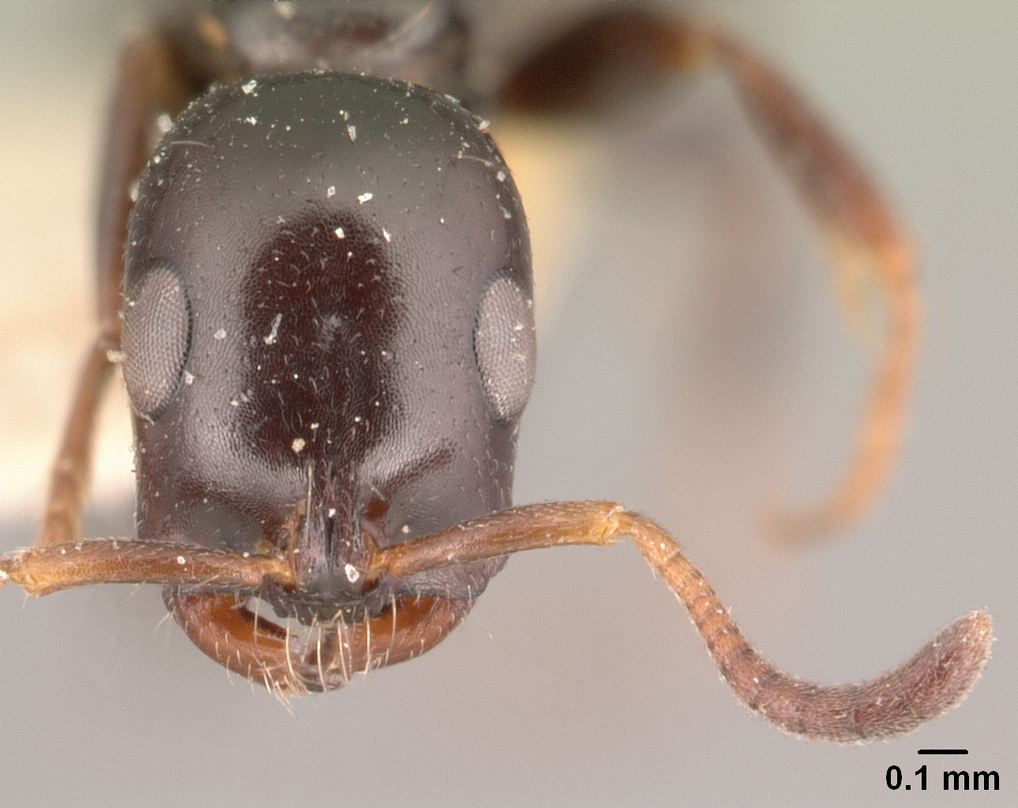
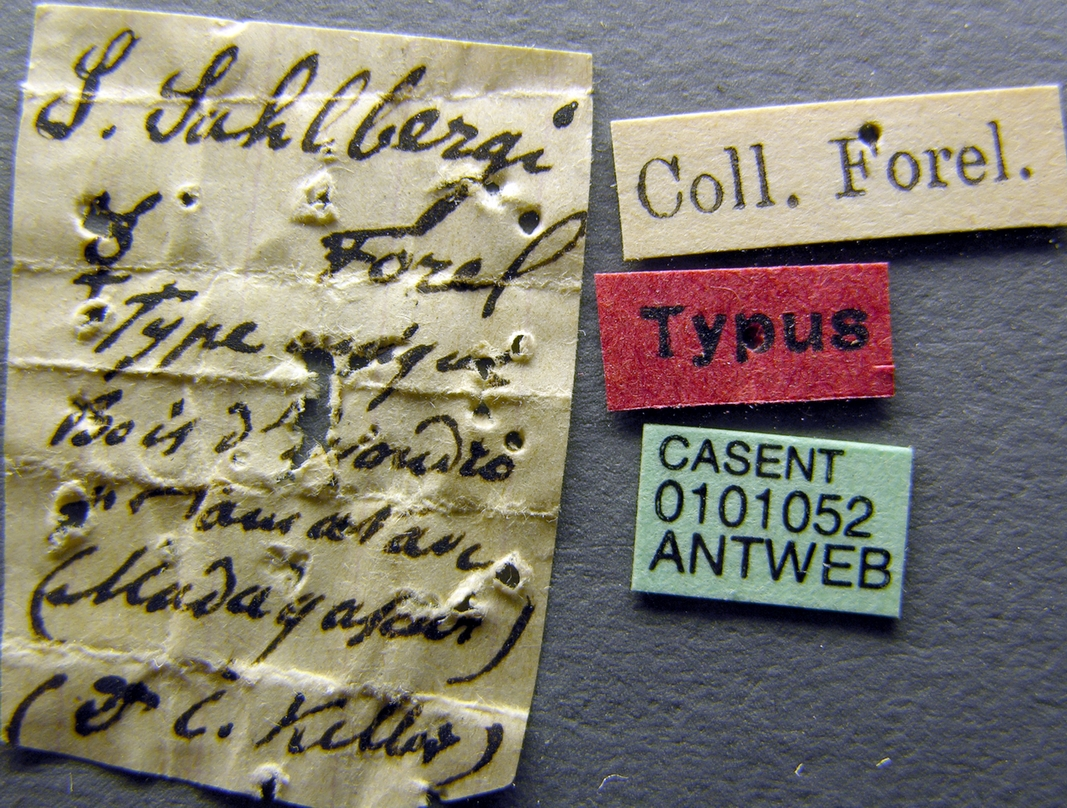